# HD 140722
HD 140722，又名CD-2710550，SAO 183772、HR 5856，是一颗恒星，视星等为6.51，位于銀經343.6，銀緯20.69，其B1900.0坐标为赤經15h 40m 7.4s，赤緯-27° 20.69′ 52″。